# Micrulia dentosa
Micrulia dentosa är en fjärilsart som beskrevs av W. Warren 1901. Micrulia dentosa ingår i släktet Micrulia och familjen mätare. Inga underarter finns listade i Catalogue of Life.